# Південно-східний монастир
Південно-східний монастир - умовна назва комплексу підземних та залишків надземних культових споруд XIV-XV століття періоду князівства Феодоро. Розташований на південно-східних урвищах плато Мангупа, за 100 м на південний захід від цитаделі. Двохрівневий монастирський комплекс, що складається з церкви «на майданчику зі склепами» та інших споруд, у тому числі похоронних, на плато та печер, а також із церквою, нижнього рівня в природному гроті урвища. Спочатку це був цвинтар «зі склепами» на краю плато, потім (у XIV—XV столітті) безпосередньо під майданчиком із похованнями, була вирубана церква, а пізніше створенням храму в гроті під урвищем завершилося формування монастиря. В даний час сполучень між частинами монастиря немає, але дослідники вважають, що такі існували у середньовіччі у вигляді невеликої штучної печери, до якої зверху можна було спуститися, частковому скельному уступу, що наразі частково обрушився, і за допомогою приставних сходів у нижньому гроті, на підставі чого інтерпретують пам'ятник як єдиний монастирський комплекс.

### Верхня частина
Частина монастиря на плато включає храм та шість різних печерних споруд. Найбільш ранньою була, мабуть, печера, що обрушилася, в 2 м нижче краю обриву, що була на ранньому етапі історії Мангупа караульно-спостережним пунктом. Також до більш ранніх споруд належать 2 склепи на поверхні плато. В одному склепі — прямокутному, розмірами 3,70 на 1,80 м, зі склепінчастою стелею, було виявлено 77 людських черепів (43 цілих) і велику кількість перемішаних кісток. У другому, розмірами 2,35 на 2,35 м та висотою 1,47 м, у різний час було поховано не менше 30 осіб. Крім склепів на майданчику є залишки приміщень явно господарського призначення. Є. Веймарн, на підставі досліджень 1938 роуц, датував склепи V-VII століттям, М. Рєпніков був схильний датувати їх XII-XIII століттям.
«Верхній» храм (також церква на «майданчику зі склепами»), є історично та архітектурно складною спорудою: передбачається, що спочатку це був вирубаний у скелі склеп, згодом розширений і перетворений на щось на зразок цвинтарної каплиці і пізніше, перероблений повноцінну церкву. Одночасно з розширенням церкви поряд було вирубано ще одне приміщення, яке служило хрещальнею. Церква розташована над дромосом одного зі склепів (№ 1 за нумерацією Е. Веймарна), представляє прямокутник розмірами 4,2 на 4,3 м, при висоті до 2,5 м. Одна зі стін — північна, відсутня (очевидно, була складена з каменю та згодом зруйнована), як і частина східної (до початку скелі). Від останньої збереглася вирубка у скелі для укладання нижнього каміння. Вівтар, використовуючи якісь більш ранні деталі обробки склепу, вирубаний у східній частині стіни (ніша до 30 см завглибшки, в полиці якої прямокутне в плані гніздо 52 на 21 см: археологи вважають, що це неодмінні атрибути вівтаря). Церковний вигляд доповнюють дві ніші у південній стіні, велика і маленька, із заокругленими верхніми кутами, і скельна лава вздовж західної стіни. У храмі плоска стеля, що трохи підвищується в центрі.
Приміщення хрещальні також прямокутне, 4,2 на 3,0 м розміром і висотою до 2,0 м, плоска стеля, поверхня стін ретельно оброблена. Біля східної стіни в підлозі — округла виїмка, на захід від неї — квадратна, ємності пов'язані двома жолобами: вважається, що це купелі на проведення обряду хрещення, зокрема дорослих. Судячи з виїмок у стінах, приміщення розділялося деякими дерев'яними перегородками; у східній стіні є прямокутне вікно, у західній — велика аркова ніша та неглибока полиця.

### Нижня частина
Нижній храм (також церква в обриві під «майданчиком зі склепами») розташовувався в дугоподібному гроті, відкритому на південний схід, зовнішні стіни, за припущенням істориків, були складені з каменю (збереглися сліди в стелі грота), у саму церкву вели вирубані скелі сходинки. Вівтар, з добре вираженою конхою, вирубаний у північно-східній стіні, біля зовнішньої скельної полиці (було використано природне заглиблення, підрубане у напрямку на схід). Стеля була ретельно вирівняна, верхня частина скельної стіни, що переходить у стелю, оброблена у формі фризу на висоті від 1,5 до 2,3 м з вирубними нішами під полиці, у стелі зроблено два вуха для підвіски панікандила. Навколо храму — сліди якихось, поки не встановлених, приміщень, під урвищем — сліди водного джерела, що наразі не збереглося.